# Epicurus
Epicurus (Tiếng Hy Lạp: Έπίκουρος) (sinh năm 341 trước CN tại Samos - mất 270 trước CN tại Athens) là một nhà triết học Hy Lạp cổ đại, người đã khai sinh ra Thuyết Epicurean, một trường phái tư tưởng nổi tiếng trong triết học văn hóa Hy Lạp cổ đại kéo dài đến 600 năm. Trong số hơn 300 tác phẩm của Epicurus thì chỉ còn một số ít còn sót lại và duy trì đến ngày nay; phần lớn cái gọi là Thuyết Epicurean bắt nguồn từ các học giả và nhà bình luận sau này.
Với Epicurus, mục đích của triết học là duy trì hạnh phúc, một cuộc sống thanh bình mà không có nỗi đau và sự sợ hãi (được biểu thị bởi aponia), là sống một cuộc sống tự tại cùng những người bạn xung quanh. Epicurus dạy rằng niềm vui và nỗi đau là những thước đo của điều tốt và điều xấu, cái chết là sự chấm dứt của thể xác và tâm hồn, vì vậy cái chết không đáng sợ, ông cũng chỉ rằng những vị chúa trời không ban thưởng hay trừng phạt con người, Trái Đất là vô tận và vĩnh cửu, và các sự kiện trên Trái Đất rốt cuộc đều dựa vào những sự vận động cũng như sự tác động qua lại lẫn nhau của các nguyên tử di chuyển quanh khoảng không rỗng.

## Tiểu sử
Cha mẹ ông, Neocles và Chaerestrate, cả hai đều sinh ra ở Athen, và cha của ông là công dân, đã di cư đến khu định cư của người Athen trên đảo Samos ở biển Aegean mười năm trước khi sinh Epicuros của vào tháng 2 năm  341 TCN. Khi là một cậu bé, ông nghiên cứu triết học bốn năm dưới sự chỉ bảo của thầy giáo theo trường phái Plato là Pamphilus. Ở tuổi 18 ông đã đi đến Athens cho thời gian hai năm phục vụ trong quân đội. Nhà soạn kịch Menander phục vụ trong cùng độ tuổi của ephebos như Epicurus.
Sau khi Alexandros Đại đế qua đời, Perdiccas trục xuất những người định cư Athena ở Samos tới Colophon, trên bờ biển ngày nay là Thổ Nhĩ Kỳ. Sau khi hoàn thành nghĩa vụ quân sự, Epicurus gia nhập với gia đình mình ở đó. Ông học tập dưới sụ dạy bảo của Nausiphanes,  người theo giáo lý của Democritos. Trong năm 311/310 TCN Epicurus dạy học ở Mytilene, nhưng gây ra xung đột và buộc phải ra đi. Sau đó ông thành lập một trường học ở Lampsacus trước khi trở lại Athens năm 306 trước Công nguyên. Ở đó, ông thành lập Khu Vườn, một trường học đặt tên theo khu vườn của ông sở hữu khoảng giữa Stoa và Học viện mà được dùng như là nơi gặp gỡ của trường.
Mặc dù nhiều giáo lý của ông bị ảnh hưởng nhiều bởi các nhà tư tưởng trước đó, đặc biệt là của Democritos, ông đã có sự khác biệt một cách đáng kể với Democritus về các lý luận. Epicurus thường phủ nhận điều ảnh hưởng này.
Epicurus không bao giờ kết hôn và không có con. Ông bị sỏi thận,  mà ông cuối cùng đã qua đời vì  căn bệnh này năm 270 trước Công nguyên   ở tuổi 72,

## Hình ảnh

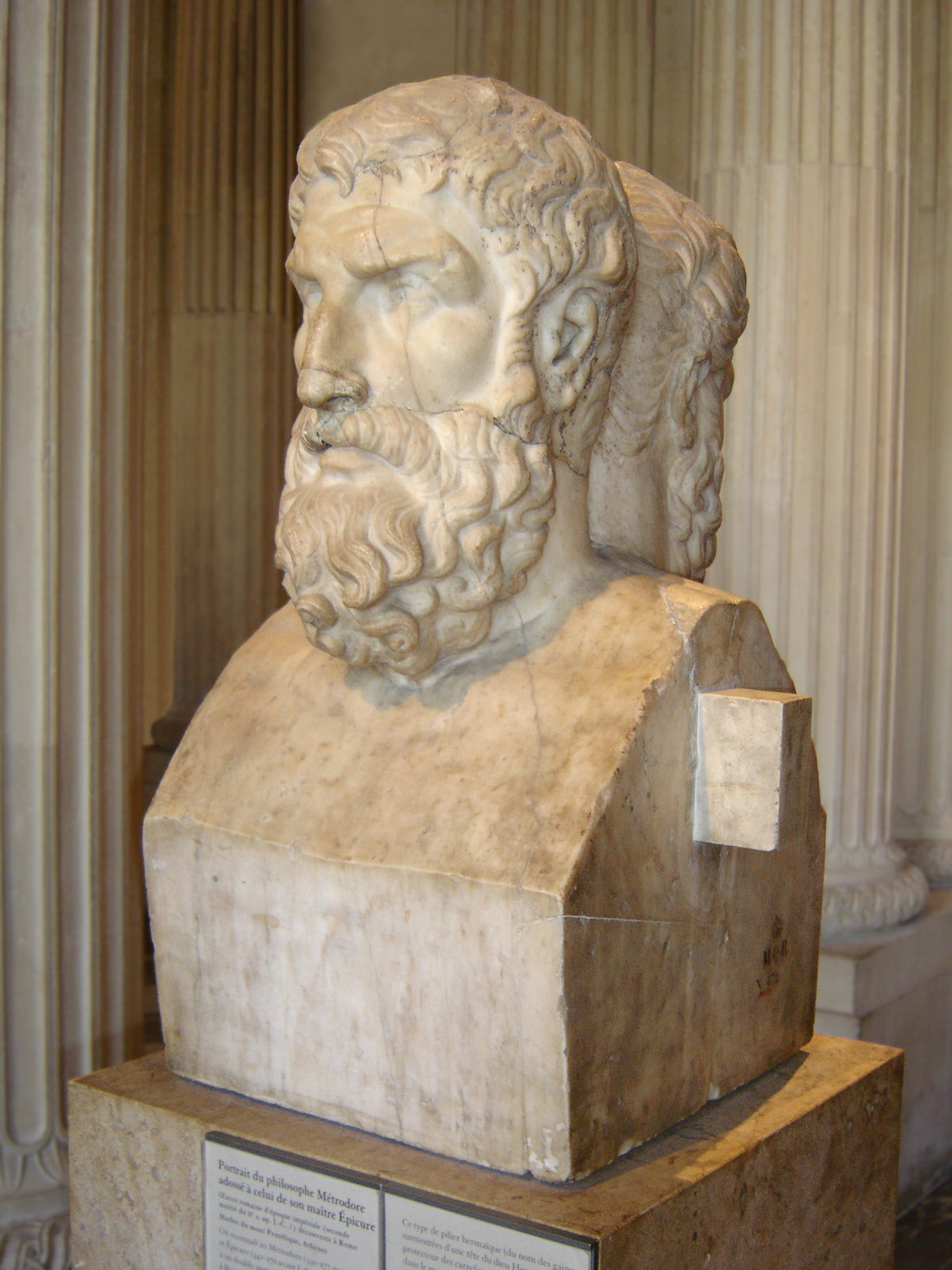
Roman bust of Epicurus, Louvre museum
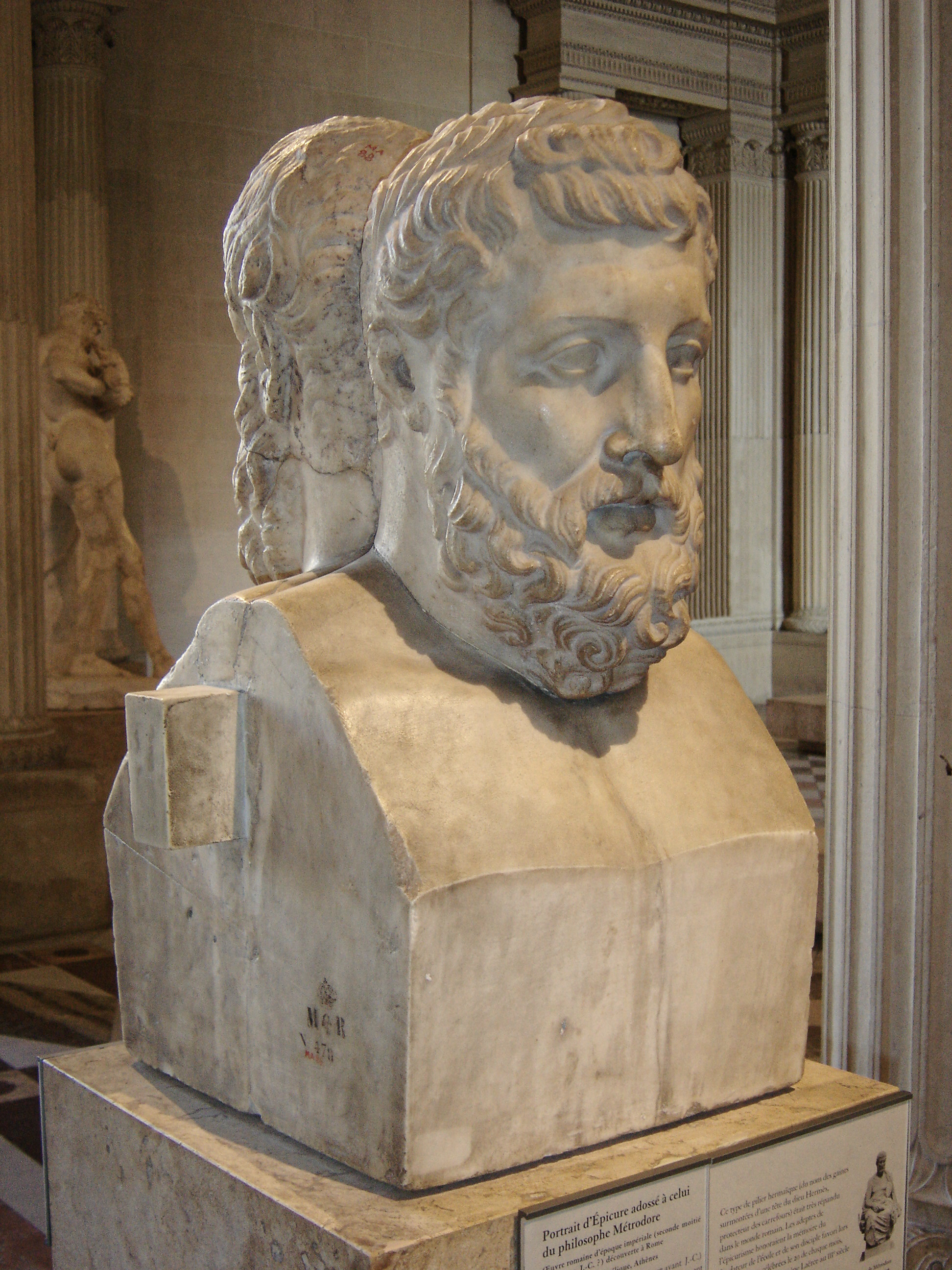
Roman bust of Metrodorus, Louvre museum
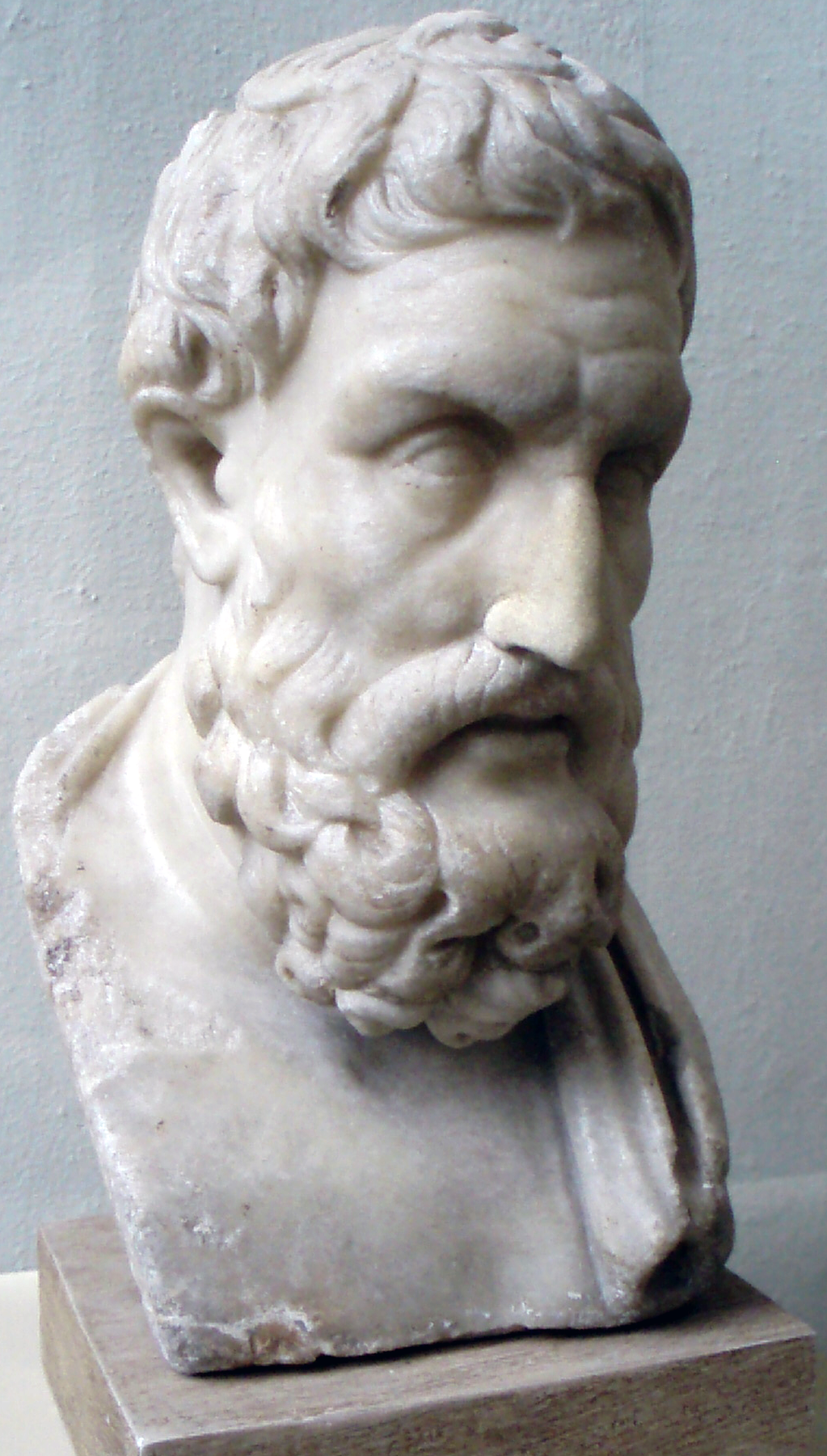
Roman bust of Metrodorus, Pergamon museum, Berlin

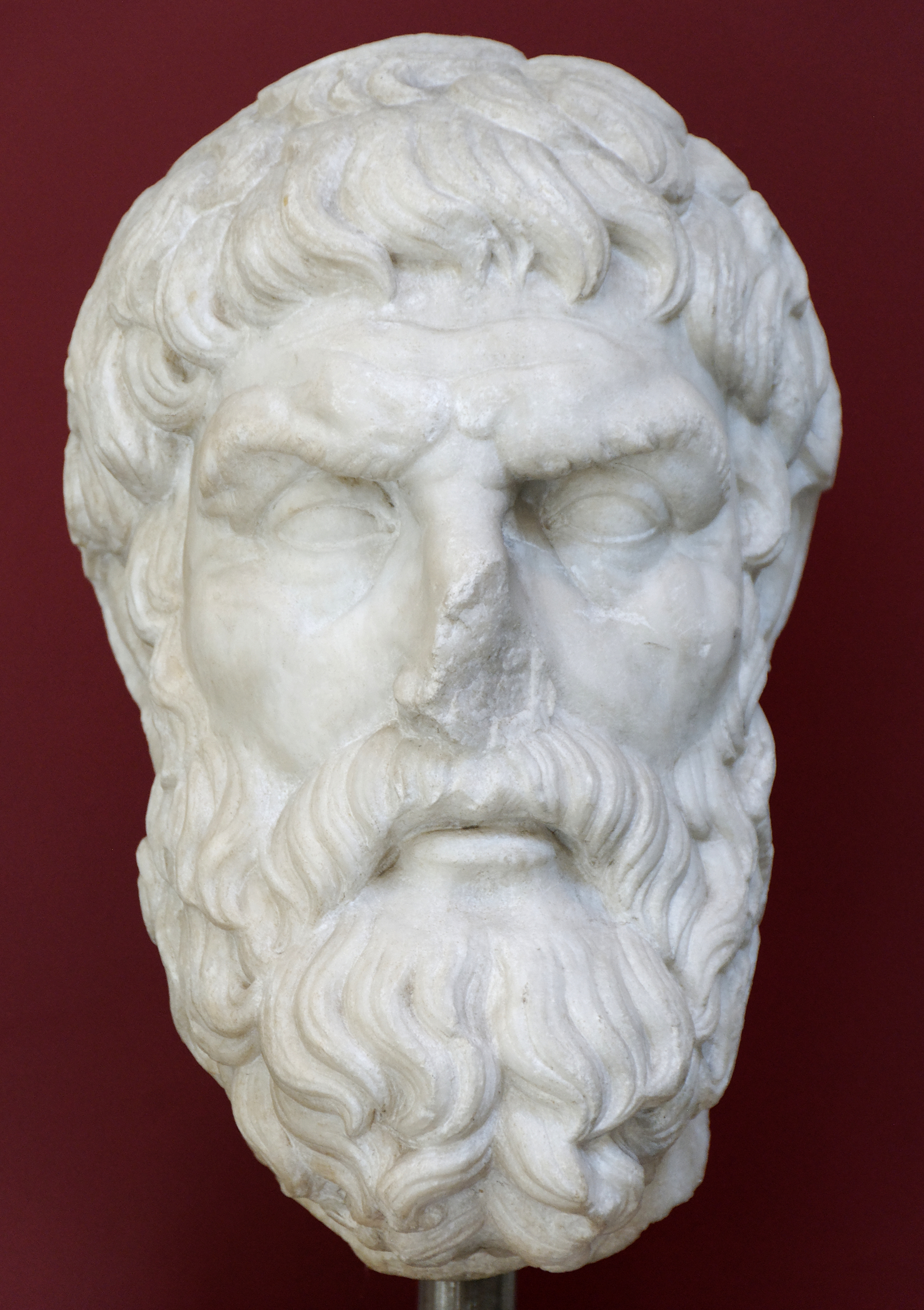
Roman copy after a Greek original, palazzo Massimo alle Terme
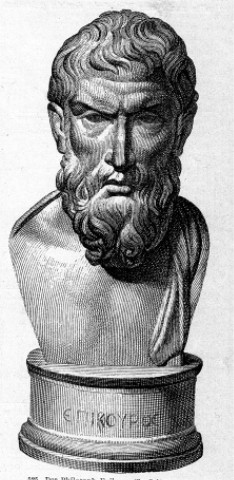
busto bronzeo proveniente da Ercolano
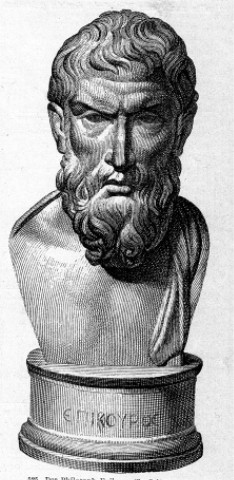
busto bronzeo proveniente da Ercolano (dettaglio)

- Épicure - Lettre à Ménécée (French audiobook)